# Romanian Open 2010 - Qualificazioni singolare
Le qualificazioni del singolare del Romanian Open 2010 sono state un torneo di tennis preliminare per accedere alla fase finale della manifestazione. I vincitori dell'ultimo turno sono entrati di diritto nel tabellone principale. In caso di ritiro di uno o più giocatori aventi diritto a questi sono subentrati i lucky loser, ossia i giocatori che hanno perso nell'ultimo turno ma che avevano una classifica più alta rispetto agli altri partecipanti che avevano comunque perso nel turno finale.
Le qualificazioni del torneo prevedevano 32 partecipanti di cui 4 sono entrati nel tabellone principale.

## Teste di serie
1. Robin Haase (primo turno)
2. Pablo Andújar (Qualificato)
3. Albert Ramos Viñolas (Qualificato)
4. Santiago Ventura (ultimo turno)

1. Thomas Schoorel (secondo turno)
2. Guillaume Rufin (Qualificato)
3. Iván Navarro (ultimo turno)
4. Simone Vagnozzi (Qualificato)

## Qualificati
1. Simone Vagnozzi
2. Pablo Andújar

1. Albert Ramos Viñolas
2. Guillaume Rufin

## Tabellone

### Legenda
| - Q = Qualificato - WC = Wild card - LL = Lucky loser | - ALT = Alternate - SE = Special Exempt - PR = Protected Ranking | - w/o = Walkover - r = Ritirato - d = Squalificato |

### Sezione 1
|  | Primo turno      | Primo turno         | Primo turno         | Primo turno | Primo turno |  |  | Secondo turno    | Secondo turno    | Secondo turno    | Secondo turno   | Secondo turno   |                 |     | Ultimo turno | Ultimo turno | Ultimo turno | Ultimo turno | Ultimo turno |  |
|  |                  |                     |                     |             |             |  |  |                  |                  |                  |                 |                 |                 |     |              |              |              |              |              |  |
|  |                  | Axel Michon         | Axel Michon         | 6           | 7           |  |  |                  |                  |                  |                 |                 |                 |     |              |              |              |              |              |  |
|  | 1                | Robin Haase         | Robin Haase         | 3           | 6           |  |  | Axel Michon      | Axel Michon      | Axel Michon      | 6               | 7               |                 |     |              |              |              |              |              |  |
|  | Daniel Smethurst | Daniel Smethurst    | 4                   | 7           | 6           |  |  | Daniel Smethurst | Daniel Smethurst | Daniel Smethurst | 0               | 6(0)            |                 |     |              |              |              |              |              |  |
|  | Răzvan Sabău     | Răzvan Sabău        | 6                   | 68          | 2           |  |  |                  |                  |                  |                 |                 |                 |     |              | Axel Michon  | Axel Michon  | Axel Michon  |              |  |
|  | Karim Maamoun    | Karim Maamoun       | Karim Maamoun       | 6           | 6           |  |  |                  |                  | 8                | Simone Vagnozzi | Simone Vagnozzi | Simone Vagnozzi | W-O |              |              |              |              |              |  |
|  | Adrian Cruciat   | Adrian Cruciat      | Adrian Cruciat      | 1           | 4           |  |  |                  | Karim Maamoun    | Karim Maamoun    | 5               | 4               |                 |     |              |              |              |              |              |  |
|  | 8                | Simone Vagnozzi     | Simone Vagnozzi     | 6           | 6           |  |  | 8                | Simone Vagnozzi  | Simone Vagnozzi  | 7               | 6               |                 |     |              |              |              |              |              |  |
|  |                  | Alexander Slabinsky | Alexander Slabinsky | 1           | 3           |  |  |                  |                  |                  |                 |                 |                 |     |              |              |              |              |              |  |

### Sezione 2
|  | Primo turno                 | Primo turno                 | Primo turno                 | Primo turno | Primo turno |  |  | Secondo turno | Secondo turno               | Secondo turno       | Secondo turno       | Secondo turno       |    |   | Ultimo turno | Ultimo turno  | Ultimo turno  | Ultimo turno | Ultimo turno |  |
|  |                             |                             |                             |             |             |  |  |               |                             |                     |                     |                     |    |   |              |               |               |              |              |  |
|  | 2                           | Pablo Andújar               | 5                           | 6           | 6           |  |  |               |                             |                     |                     |                     |    |   |              |               |               |              |              |  |
|  |                             | Catalin-Ionut Gard          | 7                           | 4           | 2           |  |  | 2             | Pablo Andújar               | 6                   | 2                   | 7                   |    |   |              |               |               |              |              |  |
|  | Victor-Mugurel Anagnastopol | Victor-Mugurel Anagnastopol | Victor-Mugurel Anagnastopol | 7           | 6           |  |  |               | Victor-Mugurel Anagnastopol | 2                   | 6                   | 62                  |    |   |              |               |               |              |              |  |
|  | Andrei Mlendea              | Andrei Mlendea              | Andrei Mlendea              | 5           | 4           |  |  |               |                             |                     |                     |                     |    |   | 2            | Pablo Andújar | Pablo Andújar | 7            | 6            |  |
|  | Alexandre Sidorenko         | Alexandre Sidorenko         | Alexandre Sidorenko         | 6           | 6           |  |  |               |                             |                     | Alexandre Sidorenko | Alexandre Sidorenko | 62 | 2 |              |               |               |              |              |  |
|  | Sebastian Padure            | Sebastian Padure            | Sebastian Padure            | 1           | 1           |  |  |               | Alexandre Sidorenko         | Alexandre Sidorenko | 6                   | 6                   |    |   |              |               |               |              |              |  |
|  | 5                           | Thomas Schoorel             | 62                          | 6           | 6           |  |  | 5             | Thomas Schoorel             | Thomas Schoorel     | 3                   | 4                   |    |   |              |               |               |              |              |  |
|  |                             | Radu Albot                  | 7                           | 3           | 4           |  |  |               |                             |                     |                     |                     |    |   |              |               |               |              |              |  |

### Sezione 3
|  | Primo turno           | Primo turno           | Primo turno           | Primo turno | Primo turno |  |  | Secondo turno | Secondo turno        | Secondo turno        | Secondo turno | Secondo turno |   |    | Ultimo turno | Ultimo turno         | Ultimo turno         | Ultimo turno | Ultimo turno |  |
|  |                       |                       |                       |             |             |  |  |               |                      |                      |               |               |   |    |              |                      |                      |              |              |  |
|  | 3                     | Albert Ramos Viñolas  | Albert Ramos Viñolas  | 6           | 6           |  |  |               |                      |                      |               |               |   |    |              |                      |                      |              |              |  |
|  |                       | Andrei Ciumac         | Andrei Ciumac         | 3           | 1           |  |  | 3             | Albert Ramos Viñolas | Albert Ramos Viñolas | 6             | 6             |   |    |              |                      |                      |              |              |  |
|  | Marco Crugnola        | Marco Crugnola        | Marco Crugnola        | 7           | 6           |  |  |               | Marco Crugnola       | Marco Crugnola       | 1             | 4             |   |    |              |                      |                      |              |              |  |
|  | Evgenij Donskoj       | Evgenij Donskoj       | Evgenij Donskoj       | 5           | 4           |  |  |               |                      |                      |               |               |   |    | 3            | Albert Ramos Viñolas | Albert Ramos Viñolas | 6            | 7            |  |
|  | Nicolas Devilder      | Nicolas Devilder      | Nicolas Devilder      | 7           | 6           |  |  |               |                      | 7                    | Iván Navarro  | Iván Navarro  | 3 | 64 |              |                      |                      |              |              |  |
|  | Adrian-Marin Dancescu | Adrian-Marin Dancescu | Adrian-Marin Dancescu | 5           | 2           |  |  |               | Nicolas Devilder     | 5                    | 7             | 4             |   |    |              |                      |                      |              |              |  |
|  | 7                     | Iván Navarro          | Iván Navarro          | 6           | 6           |  |  | 7             | Iván Navarro         | 7                    | 62            | 6             |   |    |              |                      |                      |              |              |  |
|  |                       | Oscar Sabate-Bretos   | Oscar Sabate-Bretos   | 4           | 4           |  |  |               |                      |                      |               |               |   |    |              |                      |                      |              |              |  |

### Sezione 4
|  | Primo turno             | Primo turno             | Primo turno             | Primo turno | Primo turno |  |  | Secondo turno | Secondo turno           | Secondo turno           | Secondo turno   | Secondo turno   |   |   | Ultimo turno | Ultimo turno     | Ultimo turno     | Ultimo turno | Ultimo turno |  |
|  |                         |                         |                         |             |             |  |  |               |                         |                         |                 |                 |   |   |              |                  |                  |              |              |  |
|  | 4                       | Santiago Ventura        | Santiago Ventura        | 6           | 6           |  |  |               |                         |                         |                 |                 |   |   |              |                  |                  |              |              |  |
|  |                         | Teodor-Dacian Craciun   | Teodor-Dacian Craciun   | 3           | 3           |  |  | 4             | Santiago Ventura        | Santiago Ventura        | 6               | 6               |   |   |              |                  |                  |              |              |  |
|  | Alexander Ward          | Alexander Ward          | Alexander Ward          | 6           | 3           |  |  |               | Alexander Ward          | Alexander Ward          | 3               | 3               |   |   |              |                  |                  |              |              |  |
|  | Bogdan Andrii           | Bogdan Andrii           | Bogdan Andrii           | 4           | 0r          |  |  |               |                         |                         |                 |                 |   |   | 4            | Santiago Ventura | Santiago Ventura | 3            | 2            |  |
|  | Petru-Alexandru Luncanu | Petru-Alexandru Luncanu | Petru-Alexandru Luncanu | 6           | 6           |  |  |               |                         | 6                       | Guillaume Rufin | Guillaume Rufin | 6 | 6 |              |                  |                  |              |              |  |
|  | Peter Torebko           | Peter Torebko           | Peter Torebko           | 4           | 4           |  |  |               | Petru-Alexandru Luncanu | Petru-Alexandru Luncanu | 3               | 2               |   |   |              |                  |                  |              |              |  |
|  | 6                       | Guillaume Rufin         | Guillaume Rufin         | 6           | 6           |  |  | 6             | Guillaume Rufin         | Guillaume Rufin         | 6               | 6               |   |   |              |                  |                  |              |              |  |
|  |                         | Robert Coman            | Robert Coman            | 2           | 1           |  |  |               |                         |                         |                 |                 |   |   |              |                  |                  |              |              |  |